# Bandeira de El Salvador
A bandeira de El Salvador foi adoptada a 27 de Setembro de 1972. Baseada na bandeira dos Estados Unidos da América Central, foi inicialmente adotada em 1822, abandonada em 1865, reintalada em 1912, e confirmada em 1972.
Uma bandeira similar, sem o símbolo central e com proporções 3:5, é usada em propostas civis e como uma variante em propostas estatais; esta bandeira é também usada com um lema em letras amarelas, DIOS UNION LIBERDAD (Espanhol: "Deus, União, Liberdade")
De 1865 a 1912, uma diferente bandeira estava em uso, baseada na bandeira dos Estados Unidos, com um campo de faixas azuis e brancas alternando e um canto vermelho contendo estrelas brancas.
As cores significam
- Azul Cobalto Real: representa o grande céu e dois enormes oceanos da América Central
- Branco: representa a paz e a solidariedade com o mundo
- âmbar dourado: representa toda a fraseologia arrojada na bandeira, o brasão de El Salvador; o triângulo equilátero arrojado, 5 lanças nativas, raios solares radiantes, scroll, o lema arrojado (Deus União Liberdade) e a etimologia arrojada (República de El Salvador na América Central)

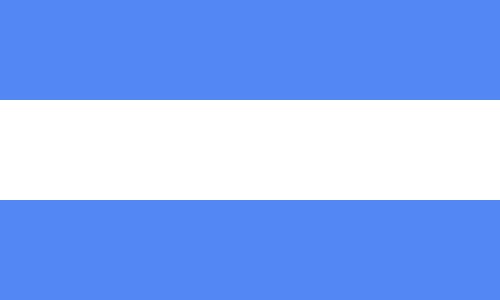
Bandeira civil e alternativa estatal. Proporções: 3:5
Insígnia civil e estatal e bandeira estatal alternativa. Proporções: 3:5

## Bandeiras históricas

21 de Agosto de 1823 - 1824,1842 - 1844
1824 - 1841,1921 - 1922
9 de Maio de 1865 - Junho de 1865
Junho 1865 - 1869
1869 - 1873
1873 - 1877
1877 - 2 de Novembro de 1898
2 de Novembro de 1898 - 30 de Novembro de 1898
30 de Novembro de 1898 - 17 de Maio de 1912
17 de Maio de 1912 - 1921,1922 - atual bandeira de El Salvador